# Cyprian Bhekuzulu kaSolomon

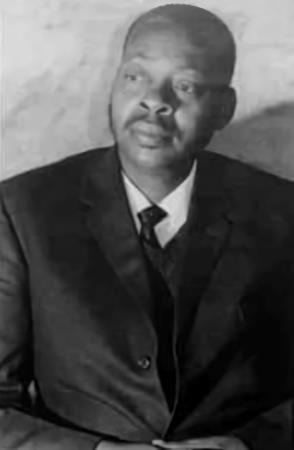
Cyprian Bhekuzulu kaSolomon

Cyprian Bhekuzulu kaSolomon (4 augustus 1924 in Mahlabatini (Ulundi) - 17 september 1968 in Nongoma) was koning van de Zoeloes van 1948 tot 1968 toen hij stierf. Zijn opvolger was koning Goodwill Zwelithini kaBhekuzulu. Bhekuzulu was de vierde zoon van koning Solomon kaDinuzulu.
Mnguni · Nkosinkulu · Mdlani · Luzumana · Malandela · Ntombela · Zulu · Gumede · Phunga · Mageba · Ndaba · Jama · Senzangakhona · Shaka · Dingane · Mpande · Cetshwayo · Dinuzulu · Solomon · Cyprian · Goodwill · Misuzulu